# Поллен
Полле́н (фр. Pollein) — коммуна в Италии, располагается в автономном регионе Валле-д’Аоста.
Население составляет 1451 человек (2008 г.), плотность населения составляет 97 чел./км². Занимает площадь 15 км². Почтовый индекс — 11020. Телефонный код — 0165.
Покровителем коммуны почитается святой Георгий Победоносец, празднование 23 апреля.

## Демография
Динамика населения: